# Mount Odishaw
Mount Odishaw ist ein 3965 m hoher und markanter Berg in der antarktischen Ross Dependency. Er ragt rund 15 km südsüdwestlich des Mount Kaplan in der Hughes Range auf. 
Der US-amerikanische Polarforscher Richard Evelyn Byrd entdeckte ihn während eines Erkundungfluges am 18. November 1929 im Rahmen seiner ersten Antarktisexpedition (1928–1930). Der Geophysiker Albert P. Crary (1911–1987) erkundete das Gebiet von 1957 bis 1958 und benannte den Berg nach Hugh Odishaw (1916–1984), dem geschäftsführenden Sekretär des nationalen US-Komitees zum Internationalen Geophysikalischen Jahr 1957–1958.